# Thale
Thale is een stad in de Duitse deelstaat Saksen-Anhalt, en maakt deel uit van de Landkreis Harz.
Thale telt 17.148 inwoners.

## Indeling gemeente
De volgende Ortsteile maken deel uit van de gemeente:
- Allrode
- Altenbrak, sinds 1 juli 2009
- Benneckenrode
- Friedrichsbrunn, sinds 23 november 2009
- Neinstedt, sinds 1 januari 2009
- Stecklenberg, sinds 23 november 2009
- Treseburg, sinds 1 juli 2009
- Warnstedt, sinds 21 december 2003
- Weddersleben, sinds 1 januari 2009
- Westerhausen

## Sport en recreatie
Deze plaats is gelegen aan de Europese wandelroute E11, die loopt van Den Haag naar het oosten, op dit moment tot de grens Polen/Litouwen.

## Bouwwerken
In de stad staan onder andere de volgende bouwwerken:

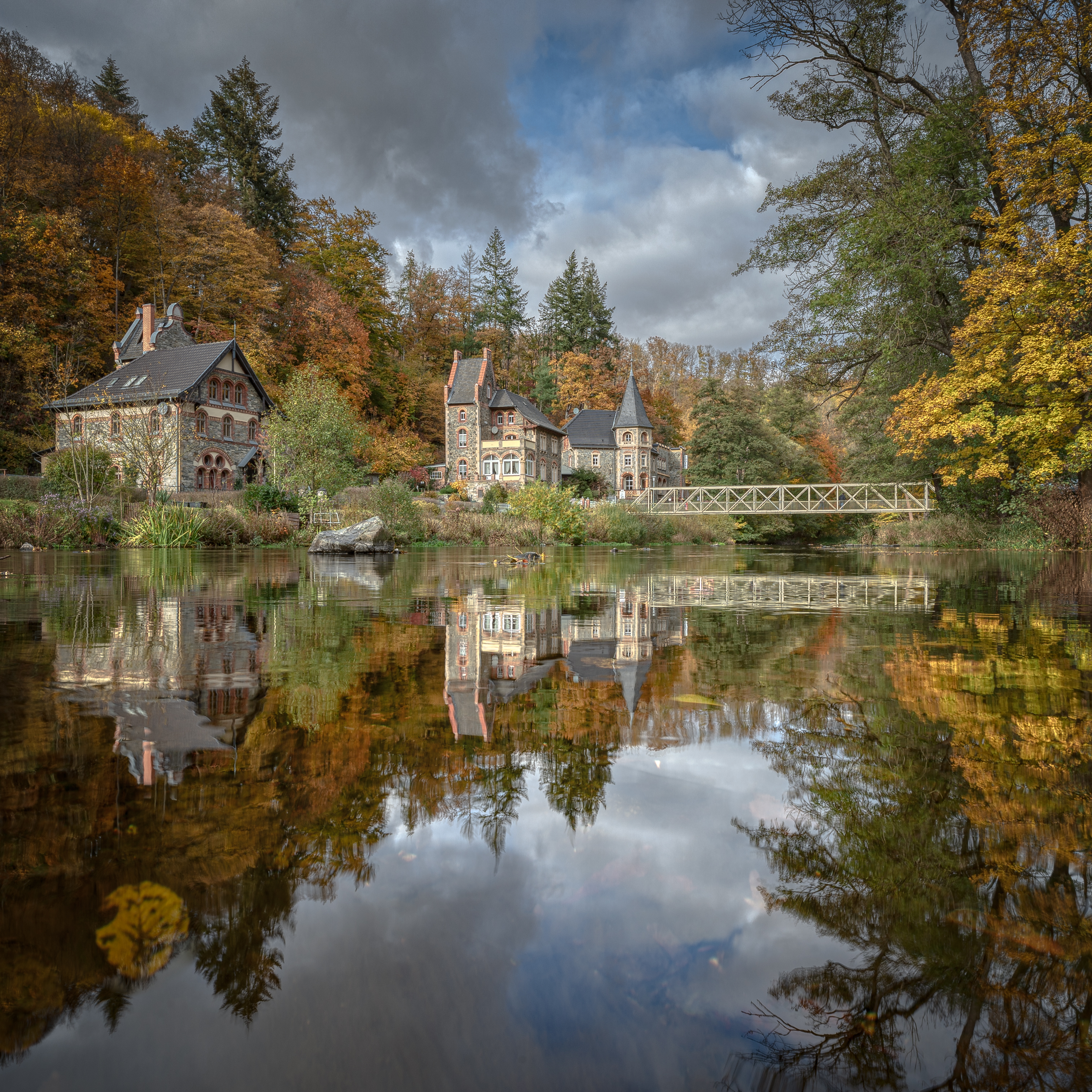
Hotel Bodeblick in Thale, oktober 2021.

- Sint-Petruskerk
- Heilig Hartkerk
- Sint-Andreaskerk

Ballenstedt · 
Blankenburg (Harz) · 
Ditfurt · 
Falkenstein/Harz · 
Groß Quenstedt · 
Halberstadt · 
Harsleben · 
Harzgerode · 
Hedersleben · 
Huy · 
Ilsenburg (Harz) · 
Nordharz · 
Oberharz am Brocken · 
Osterwieck · 
Quedlinburg · 
Schwanebeck · 
Selke-Aue · 
Thale · 
Wegeleben · 
Wernigerode